# Милей, Карина
Карина Элисабет Милей (исп. Karina Elizabeth Milei; род. 28 марта 1973, Буэнос-Айрес) — аргентинский государственный деятель, генеральный секретарь Канцелярии президента (с 2023). Младшая сестра Хавьера Милея.

## Биография
Родилась 28 марта 1973 года в Буэнос-Айресе, Аргентина, в семье Норберто Милея и Алисии Лучич. Её старший брат Хавьер со временем отдалился от родителей, однако, продолжил поддерживать хорошие отношения с сестрой.
Окончила Аргентинский университет предпринимательства, а также изучала маркетинг в Университете Бельграно. После окончания обучения на протяжении нескольких лет работала финансовым менеджером, а позднее стала помогать брату в политической карьере.
10 декабря 2023 года президент Хавьер Милей назначил свою сестру генеральным секретарём собственной канцелярии, внеся правки в указ Маурисио Макри, запрещающий назначения родственников президента на государственные должности.
В феврале 2025 года предприниматель Хейден Марк Дэвис, заявил, что заплатил Карине Милей определённую сумму денег для того, чтобы она повлияла на решения своего брата.